# Khiamien

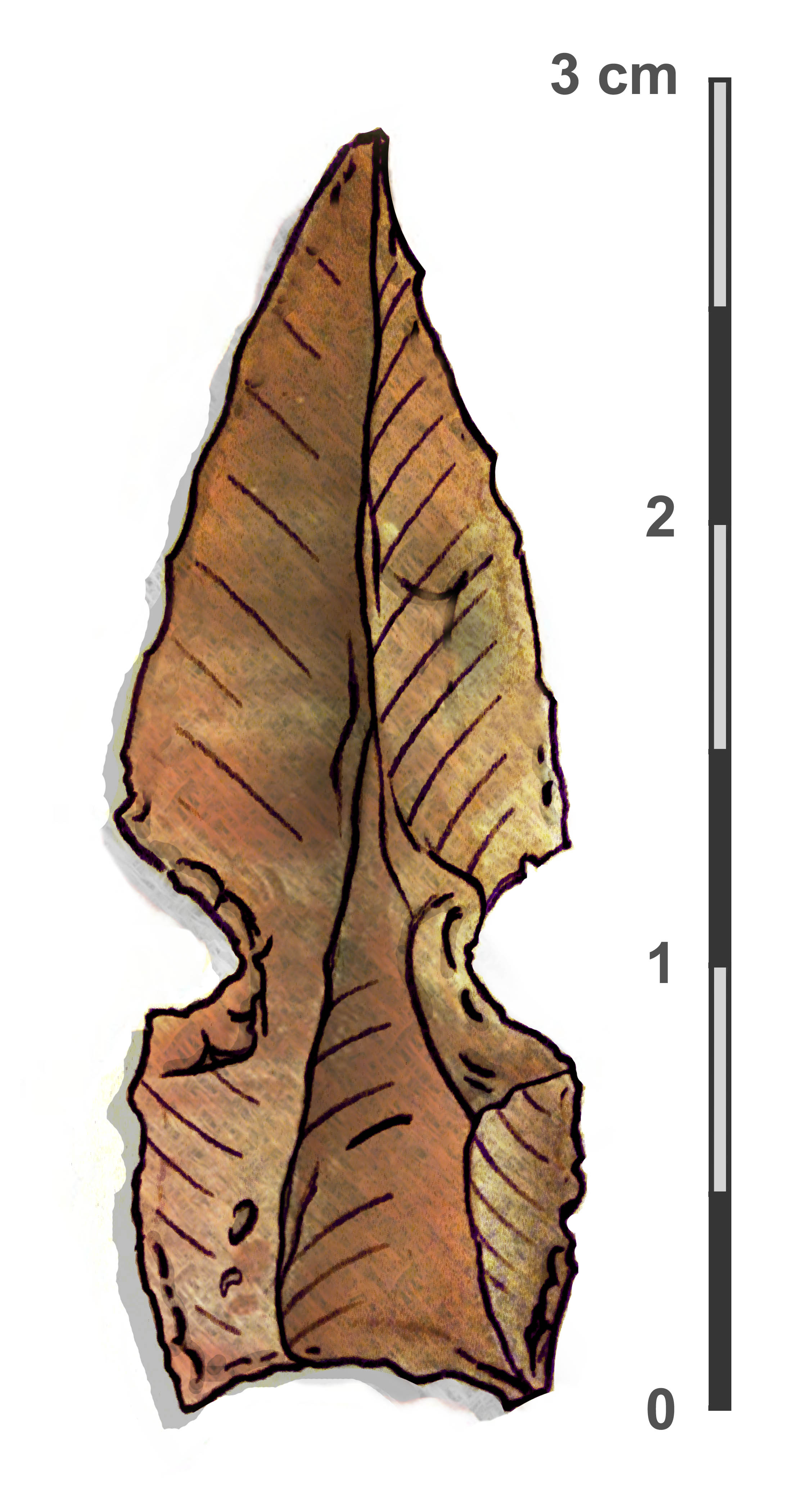
Khiam-punt van Nahal Hemar

Het Khiamien is een vroeg-Neolithische cultuurperiode in de Levant, die de overgang tussen de Natufische cultuur en het prekeramisch Neolithicum A vormt. Deze periode duurde van ongeveer 10.000 tot 9.500 v.Chr.
Het Khiamien dankt haar naam aan de vindplaats van El Khiam, gelegen aan de oevers van de Dode Zee, waar de oudste vuurstenen pijlpunten zijn gevonden, met een ingekeepte kant, de zogenaamde "punten van el Khiam". Men heeft deze pijlpunten gebruikt om nederzettingen uit deze periode in Israël maar ook in Jordanië (Azraq), Sinaï (Abu Madi) en in het noorden tot aan de Midden-Eufraat (Mureybet) te identificeren.
Afgezien van de uiterlijke kenmerken van de pijlpunten van el Khiam, is het Khiamien een voortzetting van het Natufien zonder echt grote technische vernieuwingen. Men moet echter wel opmerken dat er nu voor het eerst huizen direct op het aardoppervlak werden gebouwd, en niet meer half-ingegraven zoals voorheen. Voor de rest zijn de cultuurdragers van el Khiam nog steeds jager-verzamelaars, en is de landbouw nog enigszins primitief. De Duitse archeoloog Klaus Schmidt achtte waarschijnlijk dat er velden waren met wilde graansoorten die men enigszins beschermde tegen wilde dieren en oogstte. Nieuwere ontdekkingen tonen aan dat in het Midden-Oosten en Anatolië het Neolithicum al rond 10.900 v.Chr. stevig was gevestigd en dat er mogelijk al experimenten met graanveredeling waren rond 20.000 v.Chr.
In het Khiamien zijn er ook wijzigingen in het symbolische aspect van de cultuur, zoals blijkt uit het opduiken van kleine vrouwelijke beelden, en uit het begraven van schedels van de oeros. Volgens Jacques Cauvin is dit het begin van de cultus van de Vrouw en de Stier, zoals blijkt uit de daaropvolgende perioden.